# واراهامیهیرا
واراهامیهیرا (بهدیواناگری:वराहमिहिर) ‏ (۵۰۵–۵۸۷) ستاره‌شناس و ریاضی‌دان هندی بود. کتاب پنچاسیدانتا از او است. برجسته‌ترین اثر او، دایرةالمعارف بریهات سامهیتا(Brihat Samhita)است که دربارهٔ زمینه‌های معماری، معابد، حرکت‌های سیاره ای، کسوف، زمان‌سنجی، طالع بینی، فصول، تشکیل ابر، بارش باران، کشاورزی، ریاضیات، گوهرشناسی، عطرها و بسیاری از موضوعات دیگر در آن کارکرده است.
تصویر او در پارلمان هند در کنار تصویر آریابهاتا نصب شده است.